# 阿奇特湖
阿奇特湖是位於蒙古烏布蘇省和巴彥烏列蓋省交界、阿爾泰山地區的淡水湖。面積290平方公里，是蒙古第八大湖泊。科布多河注入。